# Fathom Events
Fathom Events — компания, специализирующаяся на трансляции развлекательного контента в кинотеатрах по всей территории США, включая The Met: Live in HD, исполнительские искусства, спортивные мероприятия и музыкальные концерты.
Fathom Events отделилась от National CineMedia в 2013 году и сфокусировалась на живых представлениях; материнская компания занимается производством рекламного контента для кинотеатров. Fathom Events принадлежит AC JV, LLC, совместному предприятию AMC Theatres, Cinemark Theatres и Regal Cinemas, трёх крупнейших сетей кинотеатров США.
Первым генеральным директором Fathom Events стал Джон Руби, ранее занимавший пост президента AEG-TV и Network LIVE.
В 2014 году The Theatre Museum наградил Fathom Events премией за выдающиеся достижения в области охраны истории театра.
В 2015 году Fathom Events была признана «Лучшим дистрибьютором в Америке» и получила восемь наград от Event Cinema Association (ECA).
В 2017 году генеральным директором Fathom Events стал Рэй Натт, занимавший до этого должность старшего вице-президента по деловым связям в Regal Entertainment Group, входящей в совет директоров Fathom. Ранее он занимался развитием компаний Regal CineMedia и United Artists Theatres.
По сведениям на ноябрь 2023 года, «Слепой» — самый кассовый фильм компании, собравший в североамериканском прокате 15,7 миллиона долларов.